# 白马薹草
白马薹草（学名：Carex baimaensis）为莎草科薹草属下的一个种。分布于中国大陆的安徽省等地，生长于海拔1,000米的地区，常生长在山坡林缘，目前尚未由人工引种栽培。

## 扩展阅读
- 白马薹草[]